# Streetcleaner
Streetcleaner è il primo album in studio del gruppo musicale industrial metal britannico dei Godflesh, pubblicato nel 1989.

## Tracce
1. Like Rats – 4:28
2. Christbait Rising – 7:00
3. Pulp – 4:21
4. Dream Long Dead – 5:22
5. Head Dirt – 6:13
6. Devastator – 3:20
7. Mighty Trust Krusher – 5:26
8. Life Is Easy – 4:53
9. Streetcleaner – 6:50
10. Locust Furnace – 4:48
11. Tiny Tears (CD bonus track) – 3:24
12. Wound (CD bonus track) – 3:07
13. Dead Head (CD bonus track) – 4:07
14. Suction (CD bonus track) – 3:23

## Formazione
- G. Christian Green – basso
- Paul Neville – chitarra (6–10)
- Justin Broadrick – chitarra, voce